# علوم سلوكية
علم السلوك أو العلوم السلوكية هو مصطلح يشتمل على المناهج العلمية المتبعة لاستكشاف وفهم السلوكيات التي تقوم بها الأحياء وتفاعلاتها مع عوالمها الطبيعية. تدرس هذه المناهج عدة مترافقات للسلوك كلغة الجسد وعلم الاجتماع وعلم الأعصاب للوصول إلى حقائق علمية حول أسباب السلوك.

## فئات
تشمل العلوم السلوكية فئتين كبيرتين: العصبية، وعلم العلاقات.
تتعامل العصبية مع معالجة بيانات محفزات البيئة الاجتماعية من قِبل الكيانات الإدراكية للمشاركة في صنع القرار، والحكم الاجتماعي، والإدراك الاجتماعي للأداء الفردي، وبقاء الكائنات الحية في بيئة اجتماعية. تشمل هذه العلوم علم النفس، والعلوم الاستعرافية، والشبكات العصبية، والإدراك الاجتماعي، وعلم النفس الاجتماعي، وعلم الأعصاب الاجتماعي، وعلم السلوك الحيواني، والشبكات الدلالية.
من ناحية أخرى، يتناول علم العلاقات التعامل مع العلاقات، والتفاعل، وشبكات الاتصال، واستراتيجية العلاقات بين الكائنات الحية في النظام الاجتماعي. تشمل هذه المجالات علم النفس الاجتماعي، والشبكات الاجتماعية، وتحليل الشبكات الديناميكية.

## تطبيقات
يتم استكشاف رؤى من عدة أنظمة عبر العلوم السلوكية من قِبل مختلف الأنظمة المطبقة، وتُمارس في سياق الحياة اليومية والأعمال. تشمل هذه الأنظمة المطبقة في العلوم السلوكية: السلوك التنظيمي، وبحوث العمليات، وسلوك المستهلك، وعلم نفس الوسائط.

## التمييز عن العلوم الاجتماعية
غالباً ما يتم الخلط بين مصطلح العلوم السلوكية وبين مصطلح العلوم الاجتماعية. على الرغم من أن هذين المجالين الواضحين مترابطان ويبحثان في عمليات منهجية للسلوك، إلا أنهما يختلفان على مستوى تحليلاتهما العلمية لأبعاد مختلفة من السلوك.
العلوم السلوكية تلخص بيانات تجريبية للتحقيق في عملية اتخاذ القرار واسترتيجيات الاتصال بين الكائنات الحية في النظام الاجتماعي؛ وهذا يشمل مجالات مثل مجال علم النفس، وعلم الأعصاب الاجتماعي، والعلوم المعرفية. في المقابل، توفر العلوم الاجتماعية إطارًا ملموسًا لدراسة عمليات النظام الاجتماعي من خلال تأثيرات هذا النظام على التكيف الهيكلي للفرد والمجموعات؛ وعادة ماتشمل مجالات مثل علم الاجتماع، والاقتصاد، والصحة العامة، وعلم الإنسان، والتركيبة السكانية، والعلوم السياسية.
العديد من الحقول الفرعية لهذه التخصصات تتخطى الحدود بين العلوم السلوكية والاجتماعية. على سبيل المثال، يستخدم علم النفس السياسي والاقتصاد السلوكي النهج السلوكية، على الرغم من التركيز السائد على العوامل النظامية والمؤسسية في المجالات الأوسع للعلوم السياسية والاقتصاد.